# 공산면
공산면(公山面)은 대한민국 전라남도 나주시 중부에 있는 면이다.

## 개요
공산면은 나주시청에서 서남쪽으로 12 km 지점에 위치하고 있으며, 동쪽으로 왕곡면, 반남면과 접경을 하고 있고, 남쪽으로는 영암군, 서쪽으로는 동강면, 북쪽으로 함평군과 맞닿아 있다. 구수봉과 고문산이 솟아 있으며 북으로 영산강이 남쪽으로는 삼포강이 흐르고 있어 수리(水利)가 편리하여 농업이 발달한 고장이다. 특히 공산면은 42,000평의 전국 최대 규모의 드라마 세트장 '삼한지테마파크'인 《주몽》 촬영지와 금광토굴의 젓갈, 충주산방, 신곡리 전통테마마을, 백만송이 홍련화가 자리한 우습제 등 볼만한 구경거리가 많이 있다.

## 역사
- 조선시대 전라도 나주군 공수면(公水面)·오산면(吾山面)
- 1895년 음력 윤5월 1일 나주부 나주군[1]
- 1896년 8월 4일 전라남도 나주군[2]
- 1914년 4월 1일 공수면·오산면을 전라남도 나주군 공산면으로 통합하였다.[3] (10리)

| 조선총독부령 제111호 |                                                              |
| 구 행정구역          | 신 행정구역                                                  |
| 나주군 공수면        | 나주군 공산면 금곡리, 복용리, 상방리, 화성리, 남창리, 동촌리 |
| 나주군 오산면        | 나주군 공산면 가송리, 중포리, 신곡리, 백사리                 |
- 1995년 1월 1일 전라남도 나주시 공산면[4]

## 법정리
- 가송리
- 금곡리
- 남창리
- 동촌리
- 백사리
- 복용리
- 상방리
- 신곡리
- 중포리
- 화성리